# Station Zalesie Górne
Station Zalesie Górne is een spoorwegstation in de Poolse plaats Zalesie Górne.